# Джуманджі (книга)
«Джуманджі» (англ. Jumanji) — дитяча ілюстрована книга, написана і проілюстрована американським автором Крісом Ван Оллсбургом в 1981 році. 1995 року з'явилася однойменна адаптація з Робіном Вільямсом у головній ролі. «Джуманджі» — зулуське слово, що означає «багато ефектів» .

## Сюжет
Коли батьки Джуді та Пітера Шепардів пішли з дому на концерт в оперу, дітям стало нудно і вони пішли гуляти до парку. Там вони знайшли коробку з настільною грою «Джуманджі» та запискою, в якій була порада — уважно прочитати інструкцію до гри, а також пораду: «Не починай, якщо не збираєшся закінчити». Ігноруючи це попередження, діти почали грати.
Гра полягала в тому, щоб кидати кістки і просуватися клітинами до кінця гри. Але коли Пітеру випав лев, у будинку раптово незрозуміло, звідки з'явився справжній лев. Пітер ледве втік від лева, і замкнув його в маминій спальні. По кидку кісток Джуді випали «дві мавпи, які розгромили кухню»; Пітеру — мусон, і пішла злива; Джуді — «провідник, який заблукав у джунглях»; Пітер — муха цеце і сонна хвороба (і він справді відразу заснув); Джуді випало «стадо носорогів, які бігли на неї»; Пітеру — удав, який з'явився на каміні; Джуді випав вулкан — і лава полилася з каміна; але Джуді отримала право на повторний хід, який і привів її до закінчення гри — вона прокричала «Джуманджі» і гра закінчилася.
Тобто в цій чарівній грі кожна з подій, що випадають, з'являлася в реальному житті, сіючи хаос у будинку. Але зупинити гру не можна, оскільки таке правило було записано в «Інструкції до гри». Діти продовжували грати в надії, що коли вони закінчать гру, то все повернеться на круги своя. І справді, коли Джуді закінчила гру та прокричала: "Джуманджі! ", то зникли всі дикі тварини та всі руйнування в будинку. Налякані Джуді та Пітер віднесли гру назад у парк, швидко повернулися до будинку та заснули. Незабаром додому повернулися батьки, вони були на концерті та прийшли з гостями. І коли Джуді та Пітер розповіли їм про свої пригоди, то дорослі вважали, що дітям все наснилося. Сидячи за столом з гостями, Джуді та Пітер подивилися на вулицю та побачили сусідських братів Денні та Волтера, які йшли з парку, несучи коробку з грою «Джуманджі». Мама цих хлопчиків, яка сиділа тут же за столом серед інших гостей, сказала Джуді та Пітеру, що її сини-шибеники ніколи не читають інструкцій до ігор, і ніколи не закінчують свої настільні ігри.

## Адаптації
- «Джуманджі» — повнометражний фільм 1995 року. На відміну від короткої розповіді, у сюжет фільму введені дорослі персонажі, яких не було в першоджерелі.
- «Джуманджі» — анімаційний серіал, заснований на фільмі. Транслювався з 1996 по 1999 роки, загалом було показано 40 серій. На відміну від книги та фільму, у мультсеріалі гра переносить Джуді та Пітера у джунглі. Крім того, Пітер перетворюється на різні тварини, намагаючись обдурити гру в декількох епізодах. Алан Перріш із фільму залишається у пастці всередині гри аж до фінального епізоду.
- «Джуманджі: Поклик джунглів» — повнометражний фільм 2017 року. У головних ролях зіграли Двейн Джонсон, Джек Блек, Кевін Гарт та Карен Гіллан[4] .
- «Джуманджі: Новий рівень» — повнометражний фільм 2019 року. У головних ролях зіграли Двейн Джонсон, Джек Блек, Кевін Гарт і Карен Гіллан, Денні Де Віто, Денні Гловер . Дія відбувається через рік після подій першого фільму.

## Продовження
Написана Ван Оллсбургом і опублікована в 2002 році «Затура» є продовженням «Джуманджі». У «Затурі» Денні та Волтер Будвінг із фіналу історії про «Джуманджі» знаходять науково-фантастичну настільну гру, яка також привносить у реальний світ дії з гри . Історія також отримала кіноадаптацію в 2005 році.